# Rio Grande Mud
Rio Grande Mud är den andra skivan med det amerikanska bluesrock-bandet ZZ Top och släpptes 1972.

## Låtlista
| Nr  | Titel                             | Längd | Notering                             |
| --- | --------------------------------- | ----- | ------------------------------------ |
| 1.  | Francine                          | 3:33  | Kenny Cordray, Gibbons, Steve Perron |
| 2.  | Just Got Paid                     | 4:49  | Gibbons, Ham                         |
| 3.  | Mushmouth Shoutin                 | 3:41  | Gibbons, Ham                         |
| 4.  | Ko Ko Blue                        | 4:56  | Beard, Gibbons, Hill                 |
| 5.  | Chevrolet                         | 3:47  | Gibbons                              |
| 6.  | Apologies to Pearly               | 2:39  | Beard, Gibbons, Ham, Hill            |
| 7.  | Bar-B-Q                           | 3:34  | Gibbons, Ham                         |
| 8.  | Sure Got Cold After the Rain Fell | 7:39  | Gibbons                              |
| 9.  | Whiskey'n Mama                    | 3:20  | Beard, Gibbons, Ham, Hill            |
| 10. | Down Brownie                      | 2:53  | Gibbons                              |

## Medverkande
- Frank Beard - trummor
- Billy Gibbons - gitarr, munspel, sång, slide-gitarr
- Dusty Hill - basgitarr, sång
- Pete Tickle - gitarr